# Плопиш (Харгита)
Плопиш (рум. Plopiș) насеље је у Румунији у округу Харгита у општини Галауцаш. Oпштина се налази на надморској висини од 697 m.

## Становништво
Према подацима из 2002. године у насељу је живело 50 становника, од којих су сви румунске националности.